# Moeck

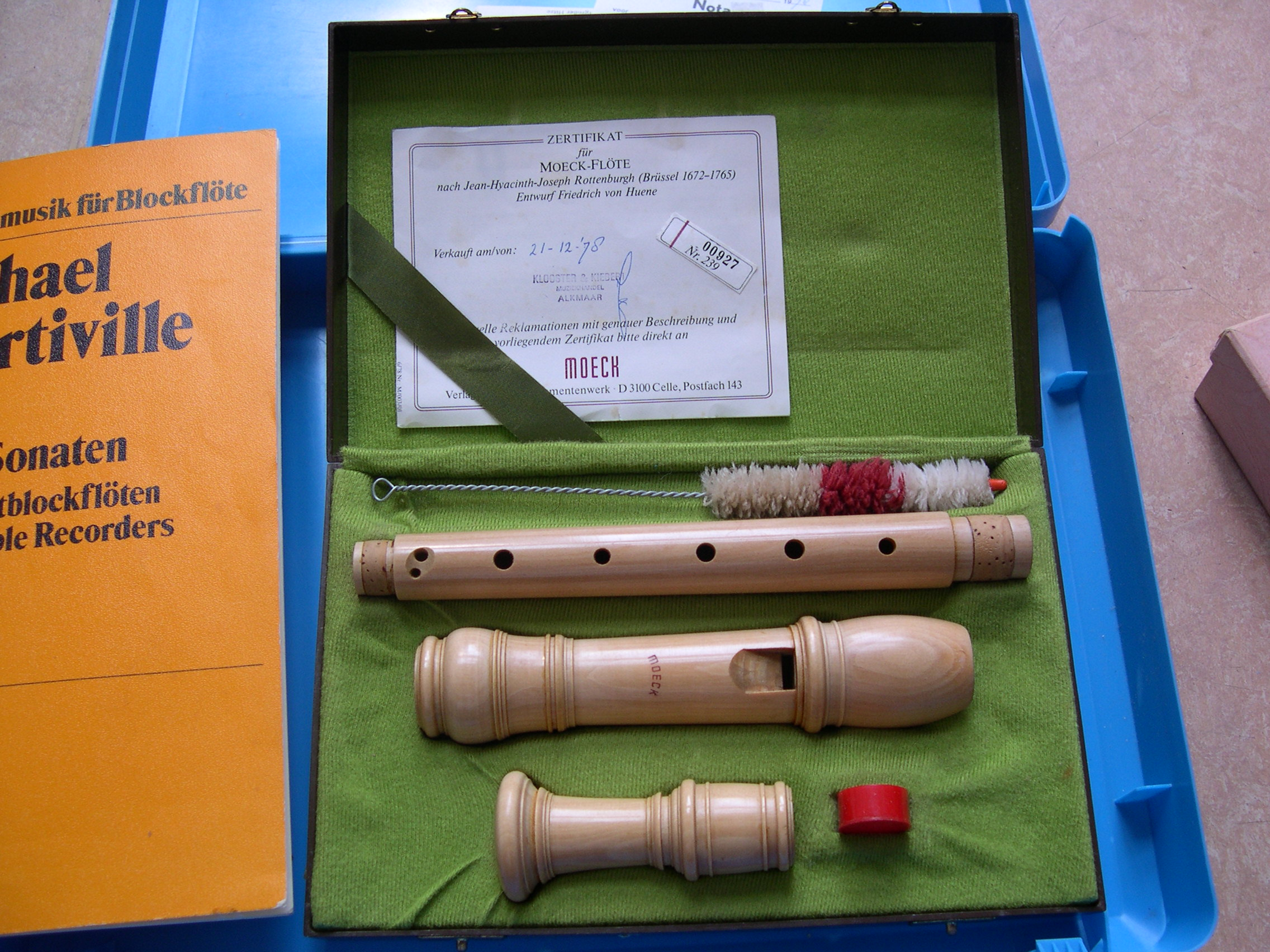
Flûte à bec Moeck.

Moeck est un fabricant allemand de flûtes à bec et traversières, également éditeur de partitions pour le répertoire de ces instruments. 
La vente se constitue essentiellement de flûtes à bec, pour certaines sur des modèles anciens (modèle Rottenburgh développé par Jean Hyacinthe Rottenburgh aux XVIIe et XVIIIe siècles notamment) et fabriquées avec des essences nobles et destinés à des flûtistes expérimentés, mais la marque produit également des modèles plus abordables destinés au grand public et à l'enseignement.

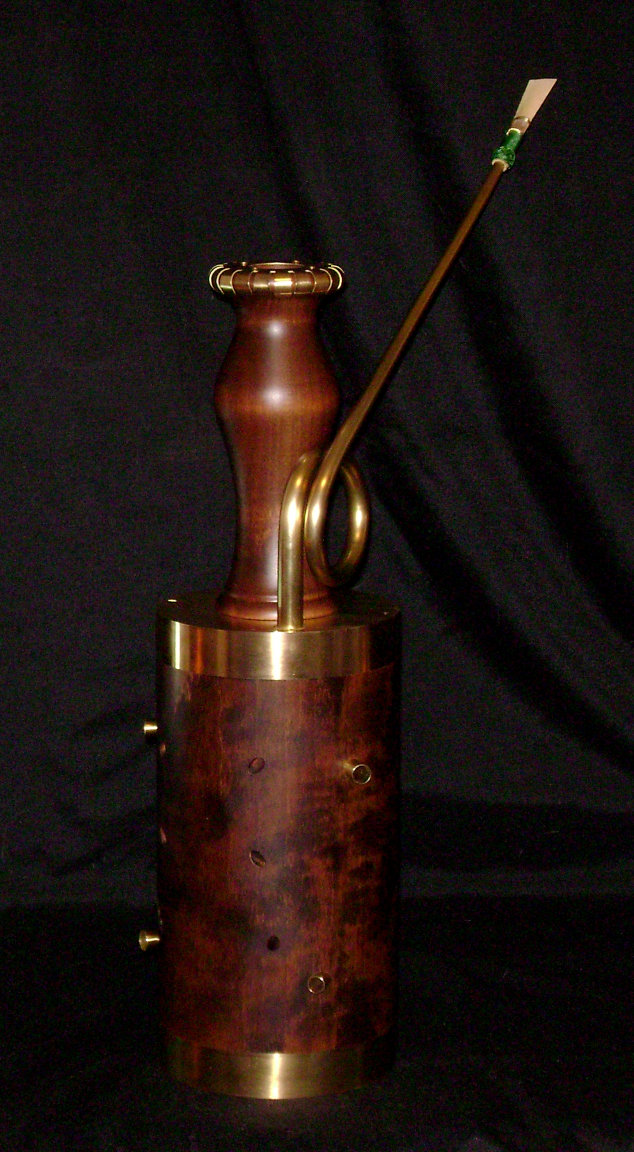
Reproduction d'un cervelas de l'époque baroque par Moeck

La marque a décidé en 2008 de fermer sa section « instruments historiques », le public étant trop peu nombreux et la production de tels instruments requérant de grands moyens (production artisanale).

## Histoire
L'entreprise a été fondée en 1930 par Hermann Moeck (de) sous le nom de Hermann Moeck Verlag oHG à Celle. Elle a d'abord commercialisé des flûtes à bec d'Oskar Schlosser et de Rudolf Otto. En 1931, la revue Der Blockflötenspiegel, éditée par Moeck, parait pour la première fois et, à partir de 1932, l'édition musicale de la Zeitschrift für Spielmusik. En 1960, son fils Hermann Alexander Moeck (de), qui publiait également des œuvres de musique nouvelle depuis 1956, reprend l'entreprise, qui devient en 1966 Moeck Verlag + Instrumentenwerk.
L'associée actuelle de l'entreprise, Sabine Haase-Moeck, est la petite-fille du fondateur.

## Modèles actuellement produits

### Modèles de soprano grand public
- Penta, modèle en bois d'érable (tête en plastique optionnelle), pentatonique
- Flauto 1 et 1 plus, modèles en érable et à tête en plastique
- Flûtes pour l'école en bois d'érable ou de poirier

### Modèles pour musiciens expérimentés
- Rondo, entrée de gamme, en bois divers
- Rottenburgh, haute qualité, en bois divers et à doigté baroque systématiquement, d'après le modèle de Jean Hyacinthe Rottenburgh
- Steenbergen, flûtes soprano d'après le modèle de Jan Steenbergen (1675-1728)
- Stanesby, flûtes alto d'après le modèle de Thomas Stanesby (1668-1734)
- Hotteterre, flûtes ténor d'après le modèle de Jean Hotteterre (Paris, après 1640)

## Accordage
Les modèles sont conçus pour un diapason sur le La=442HZ ou 415Hz.